# Novovjekovna filozofija
Novovjekovna filozofija javlja se u razdoblju prve akumulacije kapitala. U to vrijeme povećava se interes za prirodne znanosti, naročito za matematiku. Pod uticajem prirodnih znanosti, filozofija gubi svoj metafizički značaj, a gnoseologija postaje primarna filozofska disciplina. Tada filozofija traga za znanstvenim metodama.  
Javljaju se dva osnovna gnoseološka pravca:
- Empirizam
- Racionalizam

Filozofija renesanse
- Nikola Kuzanski (1401. – 1461.)
- Giordano Bruno (1548. – 1600.)

Empirizam 17. st
- Francis Bacon (1561. – 1626.)
- John Locke (1632. – 1704.)
- Thomas Hobbes (1588. – 1679.)
- George Berkeley (1684. – 1753.)
- David Hume (1711. – 1776.)

Racionalizam 17st.
- Rene Descartes (1596. – 1650.)
- Baruch de Spinoza (1632. – 1677.)
- Gottfried Wilhelm Leibniz (1646. – 1716.)

Prosvjetiteljstvo
- Voltaire (1694, - 1778.)
- Jean Jacques Rousseau (1712. – 1778.)
- Giambattista Vico (1668. – 1744.)

klasični njemački idealizam
- Immanuel Kant (1724. – 1804.)
- Johann Gottlieb Fichte (1762. – 1814.)
- Friedrich Wilhelm Joseph Schelling (1775. – 1854.)
- Georg Wilhelm Friedrich Hegel (1770. – 1831.)